# 佩尔西
佩尔西（法語：Percy，法語發音：[pɛʁsi]）是法国芒什省的一个旧市镇，属于圣洛区。2016年，佩尔西与市镇勒舍夫雷讷合并为新市镇诺曼底地区佩尔西，佩尔西为新市镇行政中心。

## 地理
佩尔西（48°55'1"N, 1°11'21"W）面积37.04 平方千米，位于法国诺曼底大区芒什省，该省份为法国西北部沿海省份，西、北、东北三面环大西洋，东起顺时针与卡爾瓦多斯省、奧恩省、马耶讷省和伊勒-维莱讷省接壤。
与佩尔西接壤的市镇（或旧市镇、城区）包括：勒舍夫雷讷、拉科隆布、谢讷河畔加夫赖。
佩尔西的时区为UTC+01:00、UTC+02:00（夏令时）。

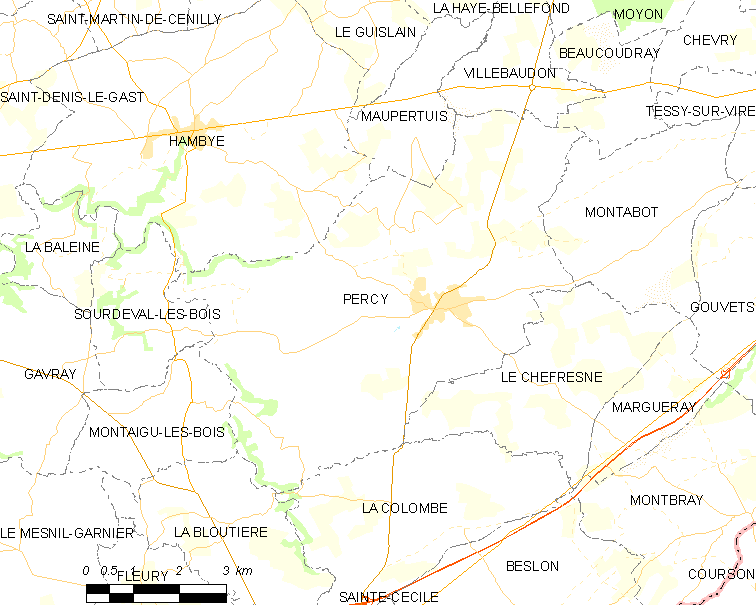
佩尔西的OSM定位图

## 行政
佩尔西的邮政编码为50410，INSEE市镇编码为50393。

## 政治
佩尔西所属的省级选区为维勒迪约莱普瓦勒-鲁菲尼县。

## 人口

1962-2008年间佩尔西人口变化图示

佩尔西于2018年1月1日时的人口数量为2285人。